# جورج أوسكار دوسن
جورج أوسكار دوسن (بالإنجليزية: George Oscar Dawson)‏ هو محامي وسياسي أمريكي، ولد في 1825، وتوفي في يونيو 1865. انتخب عضو مجلس نواب جورجيا.